# Bohdan Bondarenko
Bohdan Viktorovyč Bondarenko (ukrajinsky: Богдан Вікторович Бондаренко; * 30. srpna 1989 Charkov, Ukrajinská SSR) je ukrajinský atlet, mistr světa skoku do výšky z roku 2013.

## Kariéra
Jeho prvním cenným úspěchem byl zisk bronzové medaile na MS juniorů v Pekingu v srpnu roku 2006. O rok později neuspěl na evropském šampionátu juniorů v nizozemském Hengelu, když ve finále výkonem 214 cm obsadil 9. místo. V roce 2008 se podruhé účastnil účastnil MSJ, které se konalo v Bydhošti. Ve finále překonal 226 cm a stal se juniorským mistrem světa. Stříbro získal Sylwester Bednarek z Polska, jenž zdolal 224 cm. Na halovém ME 2009 v Turíně skončil na devátém místě.
V červenci roku 2011 vybojoval na Městském stadionu v Ostravě-Vítkovicích titul mistra Evropy do 23 let, když poprvé v kariéře překonal hranici 230 cm. O několik týdnů později se stal v čínském Šen-čenu univerzitním mistrem světa. Titul si zajistil výkonem 228 cm. Stejnou výšku skočil také v kvalifikaci na světovém šampionátu v jihokorejském Tegu. Postup do finále mu však unikl, když celkově obsadil dělené 15. místo. Kvalifikací naopak prošel na ME 2012 v Helsinkách, kde se umístil na 11. místě. Na Letních olympijských hrách 2012 v Londýně napodruhé překonal základní výšku 220 cm a poté druhým pokusem také 229 cm. Těmito opravami se připravil o bronzovou medaili. Bronz si totiž rozdělili hned tři výškaři (Derek Drouin, Robert Grabarz, Mutaz Essa Baršim), kteří zdolali 229 cm napoprvé.
Dne 4. července 2013 překonal na mítinku Diamantové ligy Athletissima ve švýcarském Lausanne výšku 241 cm. Tímto výkonem se zařadil na dělené třetí místo v dlouhodobých tabulkách. Výše v celé historii skočil pouze Švéd Patrik Sjöberg (242 cm) a několikrát Kubánec Javier Sotomayor, jenž drží světový rekord výkonem 245 cm od roku 1993. Stejnou výšku dokázal znovu překonat také na MS v atletice 2013 v Moskvě a tímto výkonem si zajistil titul mistra světa. Následně se třikrát pokoušel překonat světový rekord, a i když byly jeho pokusy nadějné, rekord odolal.
V estonském Tallinnu byl jako první Ukrajinec vyhlášen nejlepším atletem Evropy pro rok 2013.
V červnu 2014 na mítinku Diamantové ligy v New Yorku skočil 242 cm. Tuto výšku rovněž překonal i Mutaz Essa Baršim pár minut před Bondarenkem.
Ve výškařském finále na olympiádě v Rio de Janeiro v roce 2016 vybojoval bronzovou medaili.
V roce 2013 se stal celkovým vítězem Diamantové ligy ve skoku do výšky.

### Osobní rekordy
- hala – 227 cm – 4. února 2009, Lodž
- venku – 242 cm – 14. června 2014, New York